# ABC (노래)
《ABC》는 1970년에 나온 잭슨5의 노래이다. 2월 24일 발매되었다. 노래와 동일한 이름의 앨범으로 발매되었다.

## 차트
| 차트 (1970–1971, 2009)        | 최고 순위 |
| ----------------------------- | --------- |
| 울트라톱 (Flanders)           | 24        |
| 영국 싱글 차트                | 8         |
| US Billboard Hot 100          | 1         |
| 차트 (2009)                   | 최고 순위 |
| Australian ARIA Singles Chart | 43        |
| 아이리시 싱글 차트            | 38        |
| 영국 싱글 차트                | 50        |